# 関西BNCT共同医療センター
関西BNCT共同医療センター（かんさいビーエヌシーティーきょうどういりょうセンター）は、大阪府高槻市大学町に位置する、BNCTによる癌治療等を目的とした大阪医科薬科大学の附属施設である。

## 概要
世界初の教育研究機関に附属するBNCT臨床施設であり、新しい癌治療方法であるBNCTの診療、研究、人材育成を実施するために設立された。2020年（令和2年）6月からは南東北BNCT研究センターと並び、世界初の加速器による癌のBNCT治療を保険診療で実施している。
2015年（平成27年）3月26日、大阪医科大学（大阪医科薬科大学の前身）は「（仮称）関西BNCT医療研究センター」の設立を発表。関西BNCT医療センター設立準備委員会が設立された。施設整備費は約60億円で、2016年（平成28年）に日本政策投資銀行が55億円のシンジケートローンを組成し、三井住友銀行及び池田泉州銀行とともに学校法人大阪医科薬科大学に融資を行っている。
2018年（平成30年）3月に竣工、同年6月に開院し、まずはPET検査を開始した。2020年（令和2年）6月には「切除不能な局所進行または局所再発の頭頸部癌」が保険適用され、6月17日に第1例目の保険診療での頭頸部がんへのBNCT治療が実施された。 

## 施設概要
- 竣工：2018年3月
- 階数：地下1階、地上3階
- 1F：エントランスホール、ホットラボ室、BNCT治療室
- 2F：情報ラウンジ、PET/CT検査室、PET待機・回復室
- 3F：研修スペース、カンファレンスルーム
- 構造：鉄筋コンクリート造
- 建築面積：1.331.01㎡
- 延べ面積：4,028.85㎡
- 建物高さ：19.11m
- BNCT治療システム：住友重機械工業の加速器によるBNCT治療システムを導入[9]

## 交通
- 阪急京都本線：高槻市駅